# Henry Constantine Richter

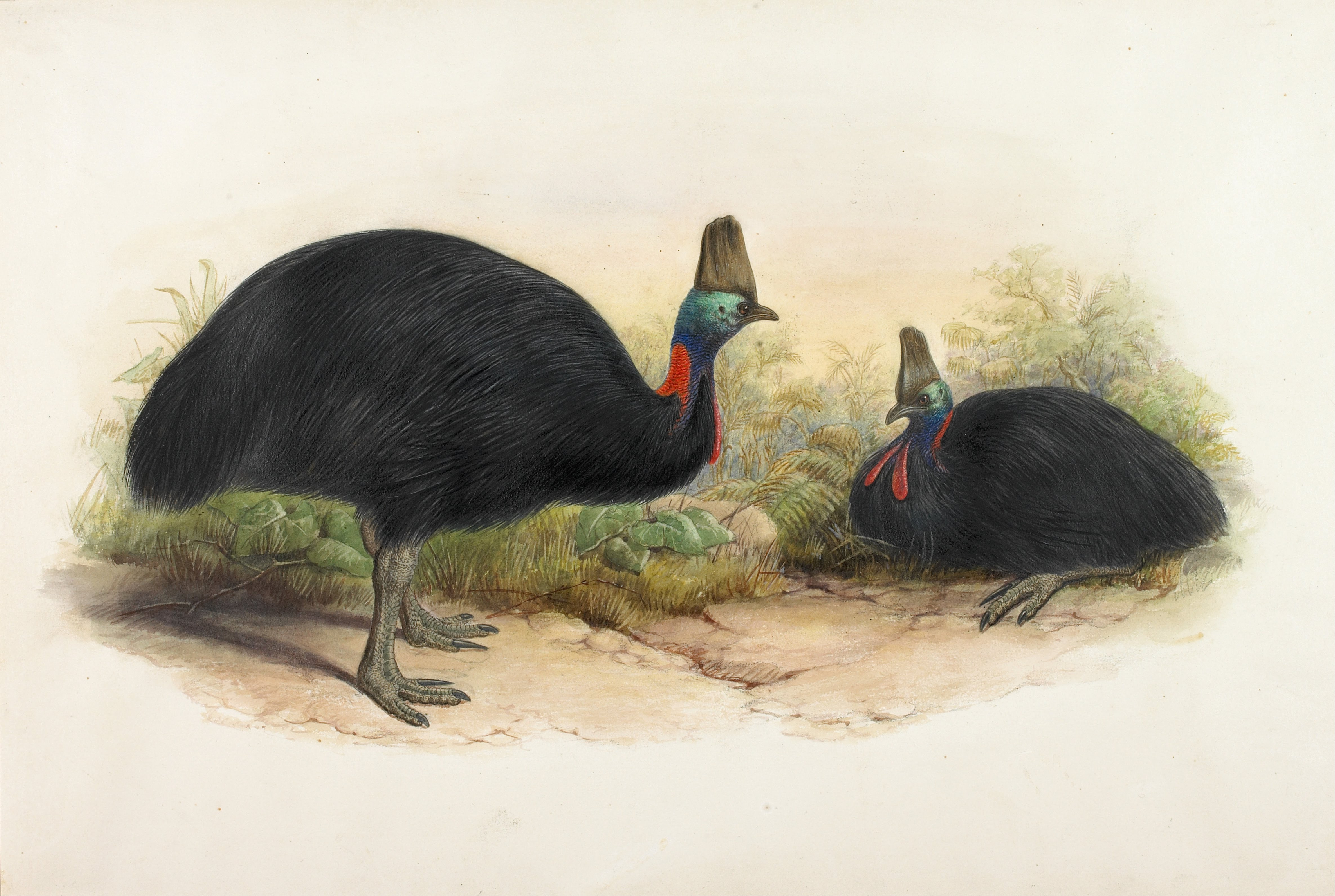

Henry Constantine Richter (1821-1902) est un illustrateur animalier britannique. 
Henry Richter est employé par John Gould durant trente ans pour l'aider dans l'illustration de ses publications zoologiques après la mort de son épouse, Elizabeth Gould. 
Il a produit environ 1 600 dessins et lithographies. Il participe notamment à des ouvrages comme The Birds of Australia, Monograph of the Family of Humming-Birds et The Birds of Great Britain (1862-1873).